# ヒゴテリウム
ヒゴテリウム (Higotherium ) は裂歯類の絶滅科であるエソニクス科の哺乳類であり、始新世の日本に生息していた。属名は、化石が発見された熊本県の古名「肥後国」を、近代ラテン語の"therium"（獣）に冠したものである。種小名は「高い（hypso-）歯（-don）」の意である。

## 分類
本属は、熊本県宇土市にある赤崎層から発掘され、福井県立恐竜博物館の宮田和周および国立科学博物館の冨田幸光により1998年にトロゴサス類に属する新属として記載された。
形状は、河南省で発見され1963年に周明鎮により記載されたチュンチェニア属（Chungchienia）属との類似が指摘されている。このことは、主に北米に生息していたトロゴサス類の中でも極東ユーラシアに分布した1グループがあったことを示唆しており、また、北米と極東にトロゴサス類が生息していたことは、始新世のベーリング地峡が大型陸上動物が移動可能なものであった可能性を示唆する。

## 形態
北米で発見されている他のトロゴサスと同じように、1メートルを超える体長、ずんぐりした体、長い牙、鉤爪のついた足を持っていたと推定されるが、発見されているのが下顎部のみのため、形態は明らかでない。